# Antonio Squarcialupi

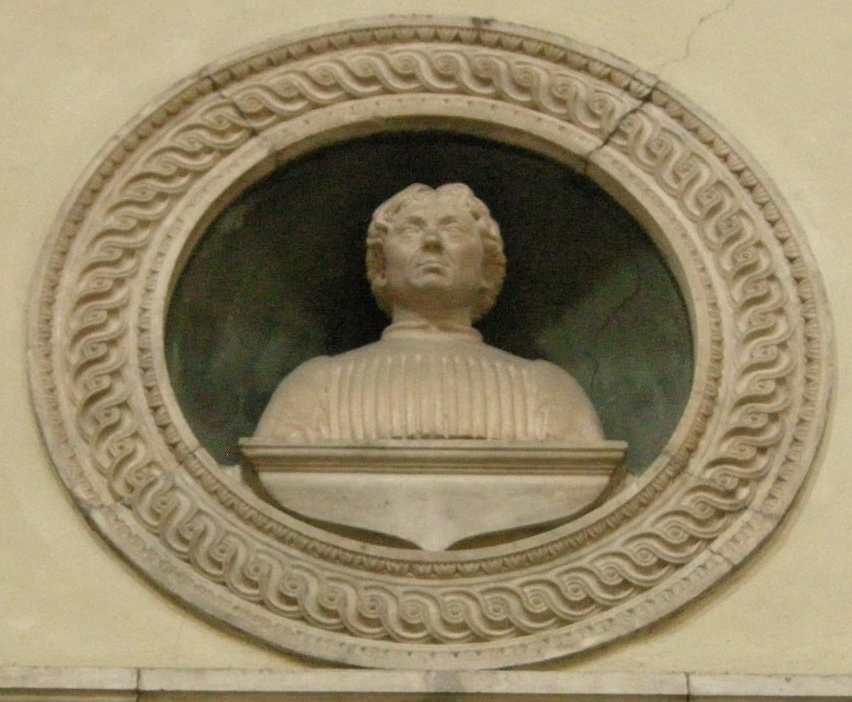
Busto de Antonio Squarcialupi por Benedetto da Maiano. Santa María del Fiore, Florencia.

Antonio Squarcialupi (Florencia, 27 de marzo de 1416 - 6 de julio de 1480) fue un organista, se cree que fue el más famoso de Italia en su tiempo. Fue propietario de un códice musical (conocido todavía hoy como el Codex Squarcialupi) donde se recogen composiciones de artistas italianos del siglo XIV, especialmente de Francesco Landini y de otros músicos como Bartolino da Padova, Niccolò da Perugia, Andrea da Firenze o Jacopo da Bologna.
Hijo de un carnicero, su apellido real era Giovanni, pero tomó el de Squarcialupi a mediados de siglo, quizá para disimular sus orígenes humildes. Se supone que pasó su infancia y juventud en su ciudad natal, Florencia, y que estudió con los organistas Giovanni Mazzuoli (también conocido como Jovannes de Florentia, quien había sido alumno de Francesco Landini) y con Matteo di Pagolo da Prato.
En 1431 fue nombrado organista de Orsanmichele, donde permaneció dos años. Entonces pasó a tocar en la catedral de Santa María del Fiore, donde permaneció el resto de su vida.
Squarcialupi formó parte de la corte de Lorenzo de Médici, junto a músicos como Guillaume Dufay. El arte de Squarcialupi recibió numerosos elogios de sus contemporáneos. Luca Landucci comparó su categoría artística con la del escultor Donatello. Gran virtuoso del órgano, ninguna de sus composiciones ha llegado hasta nosotros. 